# Fūko Umekawa
Fūko Umekawa (japanisch 梅川 風子; * 1. März 1991 in Fujimi) ist eine japanische Bahnradsportlerin, die auf Kurzzeitdisziplinen spezialisiert ist.

## Sportlicher Werdegang
Im Alter von vier Jahren fing Umekawa zunächst mit Eisschnelllauf an und betrieb diesen Sport auch noch während ihres Studiums an der Yamanashi-Gakuin-Universität. Erst mit 24 wechselte sie zum Keirin.
Nachdem sie die Keirin-Schule absolviert hatte, erzielte sie bis 2020 in 228 Läufen 143 Siege. 2020 wurde sie japanische Meisterin im Keirin und gewann zudem einen Titel im Teamsprint. Letzteren verteidigte sie mit unterschiedlichen Partnern auch 2021 und 2022, hinzu kam die Landesmeisterschaft im Sprint 2021.
Ab 2021 trat Umekawa auch international auf, als Mitglied der japanischen Nationalmannschaft bzw. von Rakuten K Dreams, einem UCI Track Team. Beim ersten Auftritt im Nations Cup 2021 erzielte sie in Hongkong den sechsten Platz im Keirin und den dritten im Teamsprint. 2023 war ihr international erfolgreichstes Jahr mit drei Medaillen bei den Asienmeisterschaften und einem dritten Platz im Nations-Cup-Lauf von Jakarta. Bei Bahnradsport-Weltmeisterschaften vertrat sie Japan von 2021 bis 2024.
Bei den Olympischen Spielen 2024 war Umekawa als Ersatz eingeteilt, kam aber nicht zum Einsatz. Im November des Jahres gab sie ihren Rücktritt von der Nationalmannschaft bekannt, was sie mit den besseren Verdienstmöglichkeiten im japanischen Keirin begründete.

## Erfolge
2020
 Japanische Meisterin – Keirin, Teamsprint (mit Riyu Ohta und Yuka Kobayashi)
2021
 Japanische Meisterin – Sprint, Teamsprint (mit Yuka Kobayashi und Uta Kume)
2022
 Japanische Meisterin – Teamsprint (mit Riyu Ohta und Mina Satō)
2023
 Asienmeisterschaften – Keirin, Teamsprint (mit Aki Sakai, Riyu Ohta und Mina Satō)
 Asienmeisterschaften – Sprint
 Girls Keirin Grand Prix 2023 Japan
2024
 Japanische Meisterin – Keirin